# خوان اوریول
خوان اوریول (اسپانیایی: Joan Oriol‎؛ زادهٔ ۵ نوامبر ۱۹۸۶) یک ورزشکار اهل اسپانیا است.
از باشگاه‌هایی که در آن بازی کرده‌است می‌توان به بلکپول، راپید بخارست، رئال مایورکا، ویارئال، باشگاه فوتبال اوساسونا و بلکپول اشاره کرد.